# Zeuctoboarmia phantasma
Zeuctoboarmia phantasma är en fjärilsart som beskrevs av Claude Herbulot 1981. Zeuctoboarmia phantasma ingår i släktet Zeuctoboarmia och familjen mätare. Inga underarter finns listade i Catalogue of Life.